# Ali Ibrahim
Ali Ibrahim (Accra, Ghana, 1 september 1969) is een voormalig voetballer van voetbalclub De Graafschap.
Ali Ibrahim maakte vooral fuore met een omhaal/hakje tijdens de wedstrijd tussen Ajax en de Graafschap die vol op de lat belandde boven doelman Edwin van der Sar. De beelden van deze actie gingen de hele wereld over.

## Biografie
De toenmalige trainer van de Graafschap, Fritz Korbach, omschreef de tijd van Ali Ibrahim bij de Graafschap in een interview als volgt: ‘We hebben hem vastgelegd en hebben daar nooit spijt van gekregen. Nog steeds heeft de hele Achterhoek het over de hakbal van Ali Ibrahim in de Amsterdam ArenA tegen Ajax’, zegt Korbach lyrisch.
Bij de Graafschap groeide de Ghanees uit tot een ware volksheld. Samen met Eric Viscaal vormde hij een sterk koppel. Er gingen in het begin van zijn tijd bij de Graafschap zelfs de geruchten te ronde dat PSV geïnteresseerd in hem was als opvolger van René Eijkelkamp. In het seizoen '96/'97 maakte hij zes treffers namens de Graafschap en in het seizoen '97/'98 maakte hij twee treffers. In 1998 vertrok de Ghanees na twee seizoenen bij de Graafschap, nadat hij aan het revalideren was van een blessure aan een nekwervel. Hij ging spelen bij het Belgische FC Harelbeke. Via het Turkse Gaziantepspor en het Duitse SV Paderborn belandde de Ghanees bij FC Caracas in Venezuela. In 2003 keerde hij terug op de Nederlandse voetbalvelden bij amateurclub Babberich uit de gelijknamige plaats Babberich. Hier werd hij herenigd met zijn vriend bij de Graafschap, Reinder Hendriks. In 2005 ging Ibrahim spelen voor de (toen nog) tweedeklasser SV DCS in Zevenaar. waarmee hij in het toernooi om de KNVB beker nog tegen Roda JC scoorde. Inmiddels voetbalt hij daar niet meer.
In de lijstjes met vergeten voetballers komt de voetballer met zijn beroemde actie nog vaak naar voren.
Hij nam in 1992 met het Ghanese voetbalelftal deel aan de African Cup of Nations, waarvan zij de finale behaalden, maar verloren tegen Ivoorkust. Tussen 1991 en 1994 speelde hij meerdere keren in het Ghanees voetbalelftal.
Tegenwoordig  woont hij in Arnhem en leidt hij de Ali Ibrahim voetbalacademie.

## Clubs
- 1987/89 Bisa Goma (28 wedstrijden, 12 doelpunten)
- 1989/90 Great Olympics (10-8)
- 1990/94 SG Wattenscheid 09 (53-5)
- 1994/95 FC Winterthur (23-8)
- 1995/96 Grasshoppers (24-6)
- 1996/98 De Graafschap (42-8)
- 1998/99 KRC Harelbeke (12-0)
- 1999/02 Gaziantepspor (29-8)
- 2002 SC Paderborn 07 (5-0)
- 2002/04 Caracas Fútbol Club
- 2004/05 SV Babberich
- 2005/06 DCS Zevenaar
- 2014/17 Coach van verschillende jeugdteams v.v Eldenia
- 2017/19 Coach van SML 2 en SML O19-1